# آلاجیجی
آلاجیجی (به لاتین: Alajõgi) یک رود در استونی است که در دهستان آلوتاگوسه واقع شده‌است.